# Resolució 367 del Consell de Seguretat de les Nacions Unides
La Resolució 367 del Consell de Seguretat de les Nacions Unides, fou aprovada el 12 de març de 1975, després de rebre una queixa del Govern de la República de Xipre, el Consell va tornar a instar tots els Estats a respectar la sobirania, la independència, la integritat territorial i el no alineament de la República de Xipre.
El Consell va lamentar la declaració unilateral d'un "estat turc federat", tot i que no volia prejutjar l'arreglament polític final del problema. A continuació, la resolució demana la implementació urgent i efectiva de Resolució 2312 de l'Assemblea General de les Nacions Unides, demanar al Secretari General emprendre una nova missió convocant les parts i convidar-les a cooperar. El Consell finalment va convidar totes les parts interessades a que s'abstinguessin de qualsevol acció que pogués posar en perill les negociacions i va demanar al Secretari General que els mantingués informats sobre l'aplicació de les resolucions.
La resolució es va aprovar sense vot.